# 長慶寺 (富山市)
長慶寺（ちょうけいじ）は、富山県富山市五艘にある曹洞宗の寺院。山号は法羅陀山（ほらださん）。本尊は釈迦如来。開基は日輪当午。
長慶寺の本尊は「桜谷大仏」と呼ばれる大仏であったが、1870年（明治3年）ごろ、廃仏毀釈の折に富山藩の命により失われ、現在は仏頭のみが鎮座する状態となっている。

## 歴史
長慶寺は、もともと新川郡塩野に所在した真言宗寺院であったが、1786年（天明6年）日輪禅師により曹洞宗の寺院として開山した。所在が現在の土地に移ったのは、河上屋市郎左衛門の勧請によるものである。

## 伽藍
- 本堂 – 呉羽丘陵の東斜面中腹に、富山平野を一望し立山連峰を望む位置に佇んでいる。
- 五百羅漢 – 江戸時代の後期の越中商人、廻船問屋の黒牧善次郎が、佐渡国の石工に535体の羅漢像を刻ませ寄進した。1799年（寛政11年）から1849年（嘉永2年）まで50年間を要したと言われる。羅漢像は、東向きに雛壇状に座しており、石灯籠をはさみながら整然と並んでいる。

## 文化財
- 柿本人麻呂像（富山藩六代藩主前田利與の妻白仙院の寄進）